# Coccobius furviflagellatus
Coccobius furviflagellatus är en stekelart som beskrevs av Huang 1994. Coccobius furviflagellatus ingår i släktet Coccobius och familjen växtlussteklar. Inga underarter finns listade i Catalogue of Life.